# Данбар (Шотландия)
Данба́р (англ. Dunbar, гэльск. Dùn Bàrr, скотс Dunbaur) — город на востоке Шотландии в округе Ист-Лотиан. Расположен на южном берегу залива Ферт-оф-Форт, в 50 километрах от Эдинбурга и в 50 километрах от города Берик-апон-Туид.

## Города-побратимы
- Линьер (Франция, с 1994)[1]